# Чемпионская игра НФЛ 1936
Чемпионская игра чемпионата НФЛ 1936 — решающий матч по американскому футболу. Матч, в котором играли «Грин-Бей Пэкерс» и «Бостон Редскинс», прошёл 13 декабря 1936 года, в Нью-Йорке. «Грин-Бэй» победил со счетом 21:6.

## Судьи
- Главный судья: Кроувел

- Ампайр: Бобби Кан

- Главный лайнсмен: Морис Мейер

- Филд джадж: Уильям Халлоран

В НФЛ было четыре судьи в 1936 году: бэк джадж (задний судья) был добавлен в 1947 году, лайн джадж (линейный судья) в 1965 году и сайд джадж (боковой судья) в 1978 году.

## Ход матча
| Финальная игра чемпионата НФЛ 1936 \| \| 1 \| 2 \| 3 \| 4 \| Финал \| \| --------------- \| - \| - \| - \| - \| ----- \| \| Грин-Бей Пэкерс \| 7 \| 0 \| 7 \| 7 \| 21 \| \| Бостон Редскинс \| 0 \| 6 \| 0 \| 0 \| 6 \| Воскресенье, 13 декабря 1936 года |   |   |   |   |       |
| | 1 | 2 | 3 | 4 | Финал |
| Грин-Бей Пэкерс | 7 | 0 | 7 | 7 | 21    |
| Бостон Редскинс | 0 | 6 | 0 | 0 | 6     |

GB-Грин-Бэй, BOS-Бостон, ЭП-Экстрапоинт
■ Первая четверть:
- GB-48-ярдовый тачдаун+ЭП, Грин-Бэй повёл 7:0

■ Вторая четверть:
- BOS-2-ярдовый тачдаун (экстрапоинт не забит), Грин-Бэй ведёт 7:6

■ Третья четверть:
- GB-8-ярдовый тачдаун+ЭП, Грин-Бэй ведёт 14:6

■ Четвёртая четверть:
- GB-2-ярдовый тачдаун+ЭП, Грин-Бэй ведёт 21:6